# فرودگاه بین‌المللی پیلوتو سیویل نوربرتو فرناندز
 فرودگاه بین‌المللی پیلوتو سیویل نوربرتو فرناندز (به انگلیسی: Piloto Civil Norberto Fernández International Airport) (به زبان بومی: Aeropuerto de Rio Gallegos "Piloto Civil Norberto Fernández") یک فرودگاه همگانی و نظامی مسافربری با کد یاتا RGL است که یک باند فرود بتن دارد و طول باند آن ۳۵۵۰ متر است. این فرودگاه در شهر ریوگالگوس کشور آرژانتین قرار دارد و در ارتفاع ۲۰ متری از سطح دریا واقع شده است.